# Orage (film, 2015)
Pour les articles homonymes, voir Orage (homonymie).
Pour plus de détails, voir Fiche technique et Distribution.
Orage est un film dramatique français écrit et réalisé par Fabrice Camoin, sorti en 2015.
Il s'agit de la deuxième adaptation du roman Dix heures et demie du soir en été de Marguerite Duras publié en 1960, après le film au même titre réalisé par Jules Dassin en 1966.

## Synopsis
Sous une nuit d'orage dans le sud de la France, un homme tue son épouse et son amant avant de fuir. Depuis, il est introuvable…

## Fiche technique
- Titre original : Orage
- Réalisation : Fabrice Camoin
- Scénario : Fabrice Camoin et Ariane Fert d'après Dix heures et demie du soir en été de Marguerite Duras
- Photographie : David Chizallet et Pierric Gantelmi d'Ille
- Montage : Muriel Breton
- Son : François Guillaume
- Décors : Emmanuel de Chauvigny et Christophe Offret
- Costumes : Bethsabée Dreyfus
- Musique : Alexis Rault
- Production : Laetitia Gonzalez et Yaël Fogiel
- Société de production : Les Films du poisson
- Société de distribution : Rezo Films
- Pays d’origine :  France
- Langue originale : français
- Format : couleur
- Genre : drame
- Durée : 83 minutes
- Date de sortie :
  - France : 7 octobre 2015

## Distribution
- Marina Foïs : Maria
- Sami Bouajila : Nabil
- Louis-Do de Lencquesaing : Pierre
- Valérie Donzelli : Louise
- Jeanne Jestin : Judith
- Rasha Bukvic : Diaz

## Production

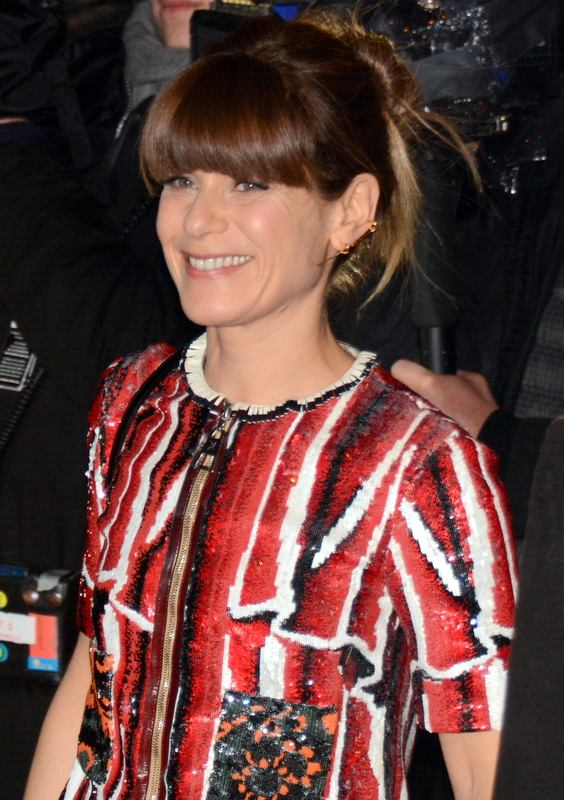
L'actrice principale Marina Foïs en février 2015.

### Développement
Fabrice Camoin et Ariane Fert, collaborant avec Maïté Maille, Antoine Lacomblez et Gaïa Guasti, adaptent le roman Dix heures et demie du soir en été de Marguerite Duras (1960) sous le titre provisoire Orage d'une nuit d'été avant de l'écourter officiellement en Orage. Le film est produit par Les Films du Poisson.

### Auditions
En septembre 2011, Juliette Binoche est annoncée à interpréter le rôle de Maria, qu'avait joué Melina Mercouri pour Jules Dassin dans la première adaptation du roman en 1966. Mais, en novembre 2013, les noms Marina Foïs et Sami Bouajila apparaissent dans les médias en parlant du tournage.

### Tournage
Le tournage a lieu dans un premier temps cinq semaines entre le 22 novembre et le 7 décembre 2013 en Languedoc-Roussillon et se poursuit en mars 2014. Les lieux de tournages incluent dans les Pyrénées-Orientales les communes de Cerbère, Port-Vendres, Canet-en-Roussillon et Banyuls-sur-Mer, ainsi que Sète dans l'Hérault,.

## Deuxième adaptation du roman de Duras
Le roman Dix heures et demie du soir en été de Marguerite Duras, paru en 1960, avait déjà connu une adaptation au cinéma :
- 1966 : Dix heures et demie du soir en été (10:30 P.M. Summer), film hispano-américain réalisé par Jules Dassin.